# 1383
Il 1383 (MCCCLXXXIII in numeri romani) è un anno  del XIV secolo.

## Eventi
- Trieste si rivolge agli Asburgo per liberarsi dalla egemonia veneziana.

## Nati
- 11 gennaio - Papa Eugenio IV, papa, vescovo cattolico e cardinale italiano († 1447)
- 26 giugno - Francesco III da Carrara, condottiero italiano († 1406)
- 4 settembre - Amedeo VIII di Savoia, nobile († 1451)
- 9 novembre - Niccolò III d'Este, marchese († 1441)
- Giorgio Arianiti, condottiero e patriota albanese († 1462)
- Elisabetta di Baviera-Landshut, nobile tedesca († 1442)
- Masolino da Panicale, pittore italiano
- Pierre de Nesson, poeta francese († 1442)
- Giovanni I Ventimiglia, nobile, politico e militare italiano († 1475)
- Giovanni del Palatinato-Neumarkt, conte († 1443)

## Morti
- 1º marzo - Amedeo VI di Savoia, nobile (n. 1334)
- 3 marzo - Benedetta d'Arborea, nobile italiana (n. 1365)
- 3 marzo - Ugone III di Arborea, re
- 24 aprile - Enrico III di Meclemburgo-Schwerin, duca tedesco (n. 1337)
- 5 giugno - Dmitrij Konstantinovič, russo (n. 1323)
- 13 giugno - Pierre-Raymond de la Barrière, cardinale francese
- 15 giugno - Giovanni VI Cantacuzeno, imperatore bizantino (n. 1292)
- 21 giugno - Lalle II Camponeschi, nobile italiano
- 17 luglio - Giacomo del Balzo, imperatore
- 26 luglio - Isabella di Valois, nobile francese (n. 1313)
- 31 luglio - Benedetto Ardinghelli, vescovo cattolico italiano
- 4 agosto - Liubartas, principe lituano
- 13 ottobre - Pietro da Moglio, notaio e letterato italiano
- 29 ottobre - Ferdinando I del Portogallo, re portoghese (n. 1345)
- 21 novembre - Jean de Cros, cardinale e vescovo cattolico francese
- 6 dicembre - Martinho de Zamora, cardinale e vescovo cattolico portoghese
- 8 dicembre - Venceslao I di Lussemburgo, conte (n. 1337)
- 25 dicembre - Beatrice di Borbone, sovrana (n. 1320)
- 30 dicembre - Guillaume de Chanac, cardinale e vescovo cattolico francese (n. 1320)
- Gabriele Adorno, doge (n. 1320)
- Benedetto Cerretani, vescovo cattolico italiano
- John De la Mare, cavaliere medievale britannico
- Panacea De' Muzzi, italiana (n. 1368)
- Gabriele Dondi dall'Orologio, medico e letterato italiano (n. 1328)
- Giovanni Gaddi, pittore italiano
- Giovanni da Legnano, giurista italiano
- Elisabetta Gonzaga, nobile italiana (n. 1348)
- Birger Gregersson, religioso e scrittore svedese (n. 1327)
- Radu I di Valacchia, principe
- Rodolfo IV d'Asburgo-Laufenburg, condottiero tedesco (n. 1322)
- Niccolò III dalle Carceri, nobile
- Gattapone, architetto italiano

## Calendario
| Calendario 1383 | Calendario 1383 | Calendario 1383 | Calendario 1383 | Calendario 1383 | Calendario 1383 | Calendario 1383 | Calendario 1383 | Calendario 1383 | Calendario 1383 | Calendario 1383 | Calendario 1383 | Calendario 1383 | Calendario 1383 | Calendario 1383 | Calendario 1383 | Calendario 1383 | Calendario 1383 | Calendario 1383 | Calendario 1383 | Calendario 1383 | Calendario 1383 | Calendario 1383 | Calendario 1383 | Calendario 1383 | Calendario 1383 | Calendario 1383 | Calendario 1383 | Calendario 1383 | Calendario 1383 | Calendario 1383 | Calendario 1383 | Calendario 1383 |
| --------------- | --------------- | --------------- | --------------- | --------------- | --------------- | --------------- | --------------- | --------------- | --------------- | --------------- | --------------- | --------------- | --------------- | --------------- | --------------- | --------------- | --------------- | --------------- | --------------- | --------------- | --------------- | --------------- | --------------- | --------------- | --------------- | --------------- | --------------- | --------------- | --------------- | --------------- | --------------- | --------------- |
|                 | 1               | 2               | 3               | 4               | 5               | 6               | 7               | 8               | 9               | 10              | 11              | 12              | 13              | 14              | 15              | 16              | 17              | 18              | 19              | 20              | 21              | 22              | 23              | 24              | 25              | 26              | 27              | 28              | 29              | 30              | 31              |                 |
| Gennaio         | Gi              | Ve              | Sa              | Do              | Lu              | Ma              | Me              | Gi              | Ve              | Sa              | Do              | Lu              | Ma              | Me              | Gi              | Ve              | Sa              | Do              | Lu              | Ma              | Me              | Gi              | Ve              | Sa              | Do              | Lu              | Ma              | Me              | Gi              | Ve              | Sa              |                 |
| Febbraio        | Do              | Lu              | Ma              | Me              | Gi              | Ve              | Sa              | Do              | Lu              | Ma              | Me              | Gi              | Ve              | Sa              | Do              | Lu              | Ma              | Me              | Gi              | Ve              | Sa              | Do              | Lu              | Ma              | Me              | Gi              | Ve              | Sa              |                 |                 |                 |                 |
| Marzo           | Do              | Lu              | Ma              | Me              | Gi              | Ve              | Sa              | Do              | Lu              | Ma              | Me              | Gi              | Ve              | Sa              | Do              | Lu              | Ma              | Me              | Gi              | Ve              | Sa              | Do              | Lu              | Ma              | Me              | Gi              | Ve              | Sa              | Do              | Lu              | Ma              |                 |
| Aprile          | Me              | Gi              | Ve              | Sa              | Do              | Lu              | Ma              | Me              | Gi              | Ve              | Sa              | Do              | Lu              | Ma              | Me              | Gi              | Ve              | Sa              | Do              | Lu              | Ma              | Me              | Gi              | Ve              | Sa              | Do              | Lu              | Ma              | Me              | Gi              |                 |                 |
| Maggio          | Ve              | Sa              | Do              | Lu              | Ma              | Me              | Gi              | Ve              | Sa              | Do              | Lu              | Ma              | Me              | Gi              | Ve              | Sa              | Do              | Lu              | Ma              | Me              | Gi              | Ve              | Sa              | Do              | Lu              | Ma              | Me              | Gi              | Ve              | Sa              | Do              |                 |
| Giugno          | Lu              | Ma              | Me              | Gi              | Ve              | Sa              | Do              | Lu              | Ma              | Me              | Gi              | Ve              | Sa              | Do              | Lu              | Ma              | Me              | Gi              | Ve              | Sa              | Do              | Lu              | Ma              | Me              | Gi              | Ve              | Sa              | Do              | Lu              | Ma              |                 |                 |
| Luglio          | Me              | Gi              | Ve              | Sa              | Do              | Lu              | Ma              | Me              | Gi              | Ve              | Sa              | Do              | Lu              | Ma              | Me              | Gi              | Ve              | Sa              | Do              | Lu              | Ma              | Me              | Gi              | Ve              | Sa              | Do              | Lu              | Ma              | Me              | Gi              | Ve              |                 |
| Agosto          | Sa              | Do              | Lu              | Ma              | Me              | Gi              | Ve              | Sa              | Do              | Lu              | Ma              | Me              | Gi              | Ve              | Sa              | Do              | Lu              | Ma              | Me              | Gi              | Ve              | Sa              | Do              | Lu              | Ma              | Me              | Gi              | Ve              | Sa              | Do              | Lu              |                 |
| Settembre       | Ma              | Me              | Gi              | Ve              | Sa              | Do              | Lu              | Ma              | Me              | Gi              | Ve              | Sa              | Do              | Lu              | Ma              | Me              | Gi              | Ve              | Sa              | Do              | Lu              | Ma              | Me              | Gi              | Ve              | Sa              | Do              | Lu              | Ma              | Me              |                 |                 |
| Ottobre         | Gi              | Ve              | Sa              | Do              | Lu              | Ma              | Me              | Gi              | Ve              | Sa              | Do              | Lu              | Ma              | Me              | Gi              | Ve              | Sa              | Do              | Lu              | Ma              | Me              | Gi              | Ve              | Sa              | Do              | Lu              | Ma              | Me              | Gi              | Ve              | Sa              |                 |
| Novembre        | Do              | Lu              | Ma              | Me              | Gi              | Ve              | Sa              | Do              | Lu              | Ma              | Me              | Gi              | Ve              | Sa              | Do              | Lu              | Ma              | Me              | Gi              | Ve              | Sa              | Do              | Lu              | Ma              | Me              | Gi              | Ve              | Sa              | Do              | Lu              |                 |                 |
| Dicembre        | Ma              | Me              | Gi              | Ve              | Sa              | Do              | Lu              | Ma              | Me              | Gi              | Ve              | Sa              | Do              | Lu              | Ma              | Me              | Gi              | Ve              | Sa              | Do              | Lu              | Ma              | Me              | Gi              | Ve              | Sa              | Do              | Lu              | Ma              | Me              | Gi              |                 |